# Edem Rjaïbi
Edem Rjaïbi (arab. آدم رجايبي, ur. 5 kwietnia 1994 w Bizercie) – tunezyjski piłkarz grający na pozycji napastnika. Od 2023 jest zawodnikiem klubu CA Bizertin.

## Kariera klubowa
Swoją karierę piłkarską Rjaïbi rozpoczął w klubie CA Bizertin. W 2011 roku awansował do pierwszego zespołu. 20 listopada 2011 zadebiutował w pierwszej lidze tunezyjskiej w wygranym 4:1 domowym meczu z EGS Gafsa. W debiutanckim sezonie wywalczył z Bizertin wicemistrzostwo Tunezji. Z kolei w 2013 roku zdobył z nim Puchar Tunezji.
Latem 2015 roku Rjaïbi przeszedł do Espérance Tunis. Swój debiut w nim zaliczył 16 września 2015 w przegranym 1:3 wyjazdowym meczu z AS Marsa.
| Sezon   | Klub            | Kraj    | Rozgrywki | Mecze | Gole |
| ------- | --------------- | ------- | --------- | ----- | ---- |
| 2011/12 | CA Bizertin     | Tunezja | CLP-1     | 14    | 3    |
| 2012/13 | CA Bizertin     | Tunezja | CLP-1     | 11    | 2    |
| 2013/14 | CA Bizertin     | Tunezja | CLP-1     | 24    | 6    |
| 2014/15 | CA Bizertin     | Tunezja | CLP-1     | 27    | 4    |
| 2015/16 | Espérance Tunis | Tunezja | CLP-1     | 16    | 7    |
| 2016/17 | Espérance Tunis | Tunezja | CLP-1     | 3     | 1    |
| 2017/18 | Espérance Tunis | Tunezja | CLP-1     | 10    | 1    |
| 2018/19 | Espérance Tunis | Tunezja | CLP-1     | 8     | 3    |
| 2019/20 | CA Bizertin     | Tunezja | CLP-1     | 9     | 1    |
| 2020/21 | US Ben Guerdane | Tunezja | CLP-1     | 8     | 0    |
| 2021/22 | US Ben Guerdane | Tunezja | CLP-1     | 12    | 0    |
| 2022/23 | Soliman         | Tunezja | CLP-1     | 3     | 0    |
| 2023/24 | CA Bizertin     | Tunezja | CLP-1     | 2     | 0    |

## Kariera reprezentacyjna
W reprezentacji Tunezji Rjaïbi zadebiutował 18 stycznia 2015 w zremisowanym 1:1 meczu Pucharu Narodów Afryki 2015 z Republiką Zielonego Przylądka, rozegranym w Ebebiyín, gdy w 82. minucie zmienił Wahbiego Khazriego. Był to jego jedyny mecz w tamtym pucharze.